# Max Kneissl
Max Kneissl (auch Kneißl; * 9. September 1907 in München; † 15. September 1973 in München) war ein deutscher Geodät und langjähriger Hochschulprofessor in München. Bleibende Bekanntheit erwarb er sich als Autor und Herausgeber des mehrbändigen Handbuchs der Vermessungskunde.

## Tätigkeiten
Er war Hochschulprofessor für Allgemeine Geodäsie von 1949 an der TH München (heute TU München), Initiator zahlreicher Forschungsprojekte und Autor von weit über 100 Fachartikeln. Kneissl war es ferner wichtig, Mentor für jüngere Wissenschaftler zu sein und auch für die Errichtung von Professuren für neue Fachgebiete zu sorgen – besonders als Rektor der TU München von 1958 bis 1960. So wie er selber als Nachfolger von Martin Näbauer gefördert wurde, tat er dies selbst u. a. bei den späteren Vertretern seines Fachbereiches, Rudolf Sigl und Klaus Schnädelbach.
Er leitete von 1950 bis 1955 neben vielen Arbeiten seines Instituts und des Europanetzes auch die Deutsche Geodätische Kommission als Nachfolger des Gründungsvorsitzenden Martin Näbauer. Seit 1952 war er ordentliches Mitglied der Bayerischen Akademie der Wissenschaften.

### Werke
Bis heute ist ein von ihm überarbeitetes und neu ediertes Standardwerk der Geodäsie bekannt: Der sogenannte „JEK“ (Jordan-Eggert-Kneissl: Handbuch der Vermessungskunde), ein 13-bändiges Sammelwerk. Max Kneissl gelang es, für jedes der Fachgebiete einen in Deutschland angesehenen Autor zu gewinnen. Von den 13 Einzelbänden, die im Durchschnitt 700 bis 900 Seiten umfassen, bearbeitete er vier Bände selbst, die Bände V, VI und IIIa schrieben Karl Ledersteger bzw. Karl Rinner aus Österreich.
Kneissls Spezialgebiete waren die Landesvermessung (z. B. „Neuausgleichung der Europäischen Hauptdreiecksnetze“ im ED 50 (publiziert zwischen 1958 und 1963) und Band IVa und IVb des „JEK“), Teile des Fachgebiets Höhere Geodäsie, die Vermessung technischer Großprojekte und die fotogrammetrische Triangulation.

### Ehrungen und Auszeichnungen
Durch seine Mitarbeit und Leitung vieler Projekte in Europa, die Bodensee-Konferenzen und andere Tätigkeiten hatte er einen Überblick über alle wesentlichen Entwicklungen der globalen Geodäsie, der für sein oben erwähntes Sammelwerk besondere Bedeutung bekam. Er kann als einer der letzten „Universalgeodäten“ gelten. Kneissl erhielt zahlreiche hohe Auszeichnungen aus aller Welt und mehrere Ehrendoktorate. Mit dem Bayerischen Verdienstorden wurde er am 20. November 1959 geehrt. 1969 wurde Kneissl mit der Helmert-Gedenkmünze des Deutschen Vereins für Vermessungswesen ausgezeichnet und 1972 mit dem Großen Verdienstkreuz der Bundesrepublik Deutschland.

## Schriften
- Max Kneissl: Mathematische Geodäsie (Landesvermessung). (Handbuch der Vermessungskunde, Band IV). 10., völlig neu bearb. und neu gegliederte Ausgabe. J. B. Metzler-Verlag, Stuttgart.
  - Band IV/1: Die Figur der Erde und die geodätischen Bezugsflächen, die Feldarbeiten bei der Haupttriangulation (Triangulation I. O.). 1958, OCLC 613455478.
  - Band IV/2: Die geodätischen Berechnungen auf der Kugel und auf dem Ellipsoid. 1959, OCLC 613455743.